# Средний специальный музыкальный колледж
Средний специальный музыкальный колледж (баш. Урта махсус музыка колледжы (УММК)) — государственное бюджетное профессиональное образовательное учреждение Башкортостана, профессионально профилированное музыкальное учебное заведение, ключевое средне-специальное музыкальное заведение в городе Уфе.

## История
Открыт 1 сентября 1972 года в качестве школы-десятилетки при Уфимском государственном институте искусств по инициативе основателя Уфимского государственного института искусств, композитора Загира Исмагилова.
В разные времена в ССМШ работало множество выдающихся деятелей культуры, многие из которых продолжают работать в консерваториях России и всего мира, в том числе профессора Московского Государственного института имени А. Шнитке (М. Х. Швайштейн);
Иерусалимской консерватории (В. Н. Монастырский);
РАМ им. Гнесиных (В. В. Беляков);
Венесуэльской Академии музыки (И. Д. Лавров);
Воронежской академии искусств (В. Н. Семёнов);
Казанской консерватории (Г. А. Мухамедова).
Основное здание колледжа, полученное им в 1981 году — старинный особняк в исторической части города, построенный в 1901 году, и являющийся памятником истории и архитектуры, известный как дом купца Нагарева.
В конце 1990-х годов по распоряжению правительства РБ колледж получил здание бывшего Собеса, находящееся во дворе школы, под собственный интернат. В 2003 году для юных музыкантов были построены новый учебный корпус и интернат, оборудованные инструментами ведущих европейских фирм, — Yamaha, Steinway, Реtrоf. После реконструкции интернат и основное здание колледжа превратились в единый комплекс.
В 2004 году был переименован в Средний специальный музыкальный колледж.

## Современный статус
На 2016 год ССМК — единственное учебное заведение в республике и одно из восьми подобных специализированных музыкальных учебных заведений России, где профессиональное музыкальное образование дети получают с первого класса, обучаясь по музыкальным и общеобразовательным дисциплинам одновременно, уникальная образовательная система, складывавшаяся в России десятилетиями, являющаяся базой для формирования музыкальной элиты Башкортостана и России.
В настоящее время в колледже преподают 2 заслуженных деятеля искусств РФ, 3 заслуженных работника культуры РФ , 3 заслуженных артиста РФ,1 почётный работник общего образования РФ, 1 отличник образования РФ, 1 почётный работник общего образования РБ, 5 отличников образования РБ, 17 заслуженных работников культуры РБ, 11 заслуженных артистов РБ, 9 заслуженных деятелей искусств РБ, 2 заслуженных учителя РБ, 1 народный артист РБ, 10 профессоров и 7 доцентов УГАИ им. З. Исмагилова, 1 академик, 1 доктор и 8 кандидатов искусствоведения.

## Известные выпускники
За годы существования ССМК выпустил более 500 профессиональных музыкантов, из них наиболее известны:
- министр культуры РБ, профессор, заслуженная артистка РБ Амина Шафикова;
- заслуженный деятель искусств РБ, профессор, заведующий кафедрой специального фортепиано УГАИ Рустам Шайхутдинов;
- главный дирижёр БГТОиБ Артём Макаров;
- народный артист РБ, органист Владислав Муртазин;
- главный дирижёр НСО РБ Рустэм Сулейманов;
- кураист Роберт Юлдашев;
- заслуженный артист России Сергей Чипенко;
- музыковед, тележурналист, заслуженный деятель искусств РБ Миляуша Идрисова;
- заслуженный деятель искусств РБ, композитор Ильдар Хисамутдинов;
- заслуженный артист РБ, профессор УГАИ Олег Мельников;
- Баянист виртуоз Айнур Фатихов
- Художественный руководитель и дирижёр Национального оркестра народных инструментов (НОНИ РБ) Давлетбаев Линар
- Композитор Николай Попов

и другие выдающиеся деятели искусств РФ и зарубежья.
За творческие достижения около 30 учащихся школы ежегодно становятся стипендиатами Президента РБ, Российской программы «Новые имена», Министерства культуры РБ и РФ, Международного благотворительного фонда В.Спивакова.
Виолончелист Антон Павловский удостоен стипендии В. Спивакова, Фонда «Русское исполнительское искусство» и Республиканской молодёжной премии им. Ш.Бабича.

## Известные преподаватели
- Швайштейн, Моисей Хаимович
- Монастырский, Вадим Наумович
- Шайхутдинов, Рустам Раджапович
- Старикова, Валентина Ивановна
- Суханов, Владимир Павлович
- Махней Николай Иванович

## Руководители
- Дамир Салихович Ханнанов (1972—1987);
- Земфира Хабировна Валиева (1987—1999);
- Шаура Гайфеевна Сарбаева (1999—2012);
- Руслан Сайданович Рахмангулов (2012—2015);
- Минивалий Карамович Сафин (с 2015—2019);
- Сагитов Ришат Рафкатович (с 2019 года по настоящее время)

## Филиалы
В 1994 при ССМШ была открыта Начальная специальная музыкальная школа-лицей для одарённых детей Зауралья в городе Сибае (в настоящее время — Сибайский филиал ССМК).
На основании предложения Министерства культуры Республики Башкортостан Сибайский филиал ССМК включён в Национальный Реестр «Ведущие учреждения культуры России — 2013» и «Ведущие учреждения культуры России — 2014»